# ソル・ギョング
ソル・ギョング（朝鮮語: 설경구、1967年5月1日〈族譜での記載は4月6日〉 - ）は、韓国の俳優。韓国忠清南道舒川郡生まれ。本貫は淳昌薛氏、旧族譜名は薛善煥（설선환）。麻浦高校を経て漢陽大学校演劇映画学科卒業。漢陽レパートリーへの参加により俳優の道へ進んだ。
チェ・ミンシク、ソン・ガンホと共に、2000年代の韓国映画ルネサンスを牽引する俳優の一人として知られる。 2010年代以降は、本人の離婚と再婚などが重なり、興行力は以前より落ちた方だが、依然として演技力は認められ、様々な作品に出演している。
プロフィール上は身長178cm、体重72kgだが、役によって徹底的な体作りをすることで知られる。私生活では、前妻との間に1女をもうけたが2006年に離婚、2009年5月28日に俳優のソン・ユナと再婚し、2010年に1子をもうけた。

## 出演作品

### 映画
- つぼみ（1996年）
- ディナーの後に（1998年）
- ユリョン（1999年）
- 虹鱒（1999年）
- 鳥は閉曲線を描く（1999年）
- ペパーミント・キャンディー（1999年）
- 燃ゆる月（2000年）
- 私にも妻がいたらいいのに（2001年）
- 公共の敵（2002年）
- ジェイル・ブレーカー（2002年）
- オアシス（2002年）
- 光復節特赦（2002年）
- シルミド（2003年）
- 愛を逃す（2005年）
- 公共の敵2（2005年）
- 熱血男児（2006年）
- 力道山（2006年）
- あいつの声（2007年）
- 戦い（2007年）
- 喧嘩 -ヴィーナスvs僕-（2007年）
- カン・チョルジュン 公共の敵1-1（2008年）
- TSUNAMI -ツナミ-（2009年）
- 冬の小鳥（2009年）
- 容赦はしない（2009年）
- カメリア（2010年）
- トラブルシューター 解決士（2011年）
- ザ・タワー 超高層ビル大火災（2012年）
- ソウォン/願い（2013年）
- 監視者たち（2013年）
- ザ・スパイ シークレット・ライズ（2013年）
- 22年目の記憶（2014年）
- 西部戦線1953（2016年）
- ルシッドドリーム/明晰夢（2017年）
- 名もなき野良犬の輪舞（2017年）
- 殺人者の記憶法（2017年）
- 1987、ある闘いの真実（2017年）
- 悪の偶像（2019年）
- 君の誕生日（2019年）
- パーフェクト・バディ 最後の約束（2019年）
- 茲山魚譜 チャサンオボ（2021年）
- 夜叉 -容赦なき工作戦-（2022年）：Netflix独占配信映画
- キングメーカー 大統領を作った男（2022年）[6]
- 君の親の顔が見てみたい（2022年）
- キル・ボクスン（2023年）：Netflix独占配信映画
- PHANTOM ユリョンと呼ばれたスパイ（2023年）
- 罪深き少年たち（2023年）
- THE MOON（2023年）
- 満ち足りた家族（2024年）
- グッドニュース（2025年）

### ドラマ
- 大きいお姉さん（1994年、MBC）
- 聖徳太子（2001年11月10日、NHK）[7]
- ハイパーナイフ 闇の天才外科医（2025年）

### 舞台
- シムバセメ（1993年）
- こんな歌（1994年）
- 地下鉄 1号線（1994年）
- トゥルーウェスト（1995年）
- 地下鉄 1号線（1996年）
- モスキート（1996年）
- 青大将新郎と彼の花嫁（1996年）
- 地下鉄 1号線（2001年）
- ラブレター（2005年）

## 受賞歴
- 2000年 第36回 百想芸術大賞 映画部門 最優秀新人男優賞
- 2000年 第21回 青龍映画賞 最優秀主演男優賞
- 2000年 第20回 映画評論家協会賞 最優秀主演男優賞
- 2000年 第08回 春史大賞映画祭 最優秀主演男優賞
- 2000年 第37回 大鐘賞映画祭 最優秀新人男優賞
- 2000年 第37回 大鐘賞映画祭 主演男優賞
- 2000年 第23回 黄金撮影賞 最優秀新人男優賞
- 2000年 第10回 オスロ国際映画祭 特別賞
- 2000年 第02回 スロバキア ブラチスラバ 映画祭 主演男優賞
- 2002年 第38回 百想芸術大賞 映画部門 大賞
- 2002年 第38回 百想芸術大賞 映画部門 主演男優賞
- 2002年 第39回 大鐘賞映画祭 最優秀主演男優賞
- 2002年 第05回 ディレクターズ・カット・アワード 最優秀主演男優賞
- 2002年 第22回 映画評論家協会賞 最優秀主演男優賞
- 2002年 第10回 春史大賞映画祭 最優秀主演男優賞
- 2002年 第23回 青龍映画賞 最優秀主演男優賞
- 2002年 第03回 釜山映画評論家協会賞 最優秀主演男優賞
- 2002年 第01回 大韓民国映画大賞 最優秀主演男優賞
- 2003年 第26回 黄金撮影賞 最優秀人気男優賞
- 2003年 第29回 シアトル国際映画祭 ゴールデン・スペース・ニードル賞
- 2003年 第39回 百想芸術大賞 映画部門 主演男優賞
- 2004年 第40回 百想芸術大賞 映画部門 主演男優賞
- 2005年 第42回 大鐘賞映画祭 主演男優賞
- 2007年 第44回 大鐘賞映画祭 主演男優賞
- 2007年 第28回 青龍映画賞 主演男優賞
- 2007年 第15回 春史大賞映画祭 主演男優賞
- 2008年 第29回 青龍映画賞 人気スター賞
- 2008年 第29回 青龍映画賞 主演男優賞
- 2008年 第16回 春史大賞映画祭 主演男優賞
- 2009年 第45回 百想芸術大賞 主演男優賞
- 2009年 第46回 大鐘賞映画祭 主演男優賞
- 2009年 第17回 大韓民国文化芸能大賞 映画部門 大賞
- 2010年 第18回 春史大賞映画祭 主演男優賞
- 2013年 第34回 青龍映画賞 人気スター賞
- 2014年 第50回 百想芸術大賞 映画部門 最優秀主演男優賞
- 2014年 第13回 ニューヨーク・アジア映画祭 アジアスター賞
- 2015年 第35回 黄金撮影賞 最優秀主演男優賞
- 2017年 第38回 青龍映画賞 人気スター賞
- 2017年 第38回 青龍映画賞 主演男優賞
- 2017年 第54回 大鐘賞映画祭 最優秀主演男優賞
- 2017年 第37回 韓国映画評論家協会賞 主演男優賞
- 2017年 第17回 ディレクターズ・カット・アワード 最優秀主演男優賞
- 2018年 第09回 大韓民国映画大賞 最優秀主演男優賞